# Prémios Autores de 2019
A 10.ª Edição dos Prémios Autores ocorreu a 27 de março de 2019, no Centro Cultural de Belém, Portugal. A gala foi apresentada por Inês Fonseca Santos e Luís Caetano e transmitida em direto na RTP2.

## Vencedores
Nota
Os vencedores estão destacados a negrito.

### Artes visuais[2]
- Melhor exposição de artes plásticas
  - “Clareira – Escultura 1984-2018” de Manuel Rosa – Sociedade Nacional de Belas Artes
  - “A Vocação dos Ácaros” de José Loureiro – Fundação Carmona e Costa
  - “Pinturas Arrancadas à Noite” de Marta Soares – Galeria Francisco Fino

- Melhor trabalho de fotografia
  - “Branco” de Luísa Ferreira – Galeria Monumental
  - “Geografia Dormente” de Mónica de Miranda – Galeria Municipal de Arte de Almada
  - “Trezentos e Sessenta e Seis” de João Mariano – Centro Cultural de Lagos

- Melhor trabalho cenográfico
  - “O Mundo é Redondo” de João Mendes Ribeiro
  - “Sweet home Europa” de Ângela Rocha
  - “Tristezas e Alegrias” de José Manuel Castanheira

### Cinema[2]
- Melhor argumento
  - “Colo” de Teresa Villaverde
  - “Ruth” de Leonor Pinhão
  - “Cabaret Maxime” de Bruno de Almeida e John Frey

- Melhor filme
  - “Colo” de Teresa Villaverde
  - “Raiva” de Sérgio Tréfaut
  - “Cabaret Maxime” de Bruno de Almeida

- Melhor atriz
  - Isabel Ruth em “Raiva”
  - Ana Moreira em “Amor Amor”
  - Ana Padrão em “Cabaret Maxime”

- Melhor ator
  - Hugo Bentes em “Raiva”
  - António Mortágua em “Ramiro”
  - Francisco Froes em “Parque Mayer”

### Dança[2]
- Melhor coreografia
  - “Margem” de Victor Hugo Pontes
  - “S” de Tânia Carvalho
  - “Parece que o Mundo” de Clara Andermatt e João Lucas

### Literatura[2]
- Melhor livro de ficção narrativa
  - “A Saga de Selma Lagerlöf” de Cristina Carvalho, editora: Relógio D’Água
  - “O Invisível” de Rui Lage, editora: Gradiva
  - “Os Fios” de Sandra Catarino, editora: Casa das Letras

- Melhor livro de poesia
  - “Trade Mark” de A. M. Pires Cabral, editora: Livros Cotovia
  - “Gadanha” de Aurelino Costa, editora: Modo de Ler
  - “Sombra Silêncio” de Carlos Poças Falcão, editora: Opera Omnia

- Melhor livro infantojuvenil
  - “Nunca Para Pior” de Ana Saldanha, editora: Editorial Caminho
  - “Irmã, Ouves o Azul Profundo do Mar?” de Gilda Nunes Barata, ilustração: José Saraiva, editora: Livraria Lello
  - “As Palavras que Fugiram do Dicionário” de Sandro William Junqueira, ilustração: Richard Câmara, editora: Editorial Caminho

### Música[2]
- Melhor tema de música popular
  - “Alvoroço” de JP Simões
  - “Leva-me a dançar” de Joana Espadinha
  - “Pop Fado” de Carminho

- Melhor trabalho de música erudita
  - “Memorial” de António Pinho Vargas
  - “O Espaço da Sombra” de Hugo Vasco Reis
  - “Canção do Bandido” de Nuno Côrte-Real e Pedro Mexia

- Melhor trabalho de música popular
  - “Do Avesso” de António Zambujo
  - “Mundu Nôbu” de Dino D’Santiago
  - “Filipe Sambado & Os Acompanhantes de Luxo” de Filipe Sambado

### Rádio[2]
- Melhor programa de rádio
  - “Uma questão de ADN” – TSF de Teresa Dias Mendes
  - “SOS Vinil” – Antena 1 de Miguel Esteves Cardoso
  - “Café Plaza” – Antena 2 de Germano Campos

### Teatro[2]
- Melhor espetáculo
  - “O Novo Mundo”, encenação Criação Colectiva Os Possessos
  - “Hamlet”, encenação Criação Colectiva Companhia do Chapitô
  - “O Mundo é Redondo”, encenação de António Pires

- Melhor atriz
  - Ana Cris em “Mártir”
  - Beatriz Batarda em “Teatro”
  - Bárbara Branco em “As you like it/ Como Vos Aprouver”

- Melhor ator
  - Vicente Wallenstein em “Mártir”
  - João Vicente em “Sweet home Europa”
  - Miguel Loureiro em “Timão de Atenas”

- Melhor texto português representado
  - “The Swimming Pool Party” de Ricardo Neves–Neves
  - “Elas também estiveram lá – Quotidianos de Resistência e de Revolução de Mulheres” de Joana Craveiro
  - “Que boa ideia, virmos para as montanhas” de Guilherme Gomes

### Televisão[2]
- Melhor programa de informação
  - “O Mal Entendido: As doenças a que chamamos cancro” – (SIC)
  - “Contra a Solidão”  – (SIC)
  - “ReportTV – O Rebelde do Sado” – (SPORT TV)

- Melhor programa de ficção
  - “Sara” – (Ministério dos Filmes), autoria: Ricardo Adolfo, Marco Martins e Bruno Nogueira, realização: Marco Martins
  - “3 Mulheres” – (David & Golias)
  - “1986” – (HOP Televisão), autoria: Nuno Markl, Filipe Homem Fonseca e Ana Markl, realização: Henrique Oliveira

- Melhor programa de entretenimento
  - “Donos Disto Tudo” – (Valentim de Carvalho), autoria: Maria João Cruz, Ana Ribeiro, Daniel Leitão, Filipe Homem Fonseca, Guilherme Fonseca, Joana Marques, Mariana Garcia, Mário Botequilha e Susana Romana, realização: Vasco Vilarinho
  - “Traz prá Frente” – (RTP Memória), autoria: Gonçalo Madail
  - “Gala da Eurovisão”, autoria: RTP, realização: Troels Lund, Paula Macedo e Pedro Miguel Martins

## Prémios especiais

### Prémio Vida e Obra de Autor Nacional[1]
- Manuel Alegre

### Prémios Melhor Programação Cultural Autárquica[1]
- Câmara Municipal de Faro